# Pristimantis briceni
Espèce
Synonymes
- Hylodes briceni Boulenger, 1903
- Eleutherodactylus briceni (Boulenger, 1903)
- Mucubatrachus briceni (Boulenger, 1903)

Statut de conservation UICN

 VU D2 : Vulnérable
Pristimantis briceni est une espèce d'amphibiens de la famille des Craugastoridae.

## Répartition
Cette espèce est endémique de l'État de Mérida au Venezuela. Elle se rencontre entre 1 600 et 3 300 m d'altitude dans la cordillère de Mérida.

## Description
L'holotype de Pristimantis briceni mesure 43 mm. Cette espèce a la face dorsale lisse et de couleur rougeâtre ou brun pourpre tache de brun sombre. Une barre sombre relie ses deux yeux. Une marque en forme de X ou de chevron est parfois présente sur son dos. Ses membres sont rayés de sombre. Sa face ventrale est granuleuse et de couleur blanchâtre plus ou moins tachetée ou vermiculée de brun sombre.

## Étymologie
Cette espèce est nommée en l'honneur de Salomón Briceño Gabaldón (1826–1912).

## Publication originale
- Boulenger, 1903 : On some batrachians and reptiles from Venezuela. Annals and Magazine of Natural History, sér. 7, vol. 11, no 65, p. 481-484 (texte intégral).